# Паляса
Паляса (порт. Palhaça; МФА: [pɐ.ˈʎa.sɐ]) — парафія в Португалії, у муніципалітеті Олівейра-ду-Байрру. Розташована в західній частині країни, на теренах історичної португальської провінції Бейра. Входить до складу округу Авейру. За адміністративним поділом, чинним до 1976 року, терени парафії були складовою провінції Берегова Бейра. Належить до Авейрівської діоцезії Католицької церкви. Патрон — святий Петро. Площа — 10,0256 км². Населення — 2627 ос. (2011). Слабо урбанізований регіон. Густота населення — 262,03 осіб/км²
. Код — 011405.

## Населення
| Кількість мешканців | Кількість мешканців | Кількість мешканців | Кількість мешканців | Кількість мешканців | Кількість мешканців | Кількість мешканців | Кількість мешканців | Кількість мешканців | Кількість мешканців | Кількість мешканців | Кількість мешканців | Кількість мешканців | Кількість мешканців | Кількість мешканців |
| ------------------- | ------------------- | ------------------- | ------------------- | ------------------- | ------------------- | ------------------- | ------------------- | ------------------- | ------------------- | ------------------- | ------------------- | ------------------- | ------------------- | ------------------- |
| 1864                | 1878                | 1890                | 1900                | 1911                | 1920                | 1930                | 1940                | 1950                | 1960                | 1970                | 1981                | 1991                | 2001                | 2011                |
| 981                 | 1.127               | 1.173               | 1.157               | 1.407               | 1.474               | 1.692               | 2.064               | 2.200               | 2.031               | 1.743               | 1.919               | 2.221               | 2.330               | 2.627               |